# Circumposição
A circumposição é uma classe gramatical raríssima que existe em   certos idiomas, como o inglês e o mandarim. Ela é uma adposição dupla, que circunda a frase. Ela possui todas as propriedades características das adposições.
Exemplos de circumposições em outras línguas -- já que as mesmas não existem em português:
- Inglês: From now on (De agora em diante)
- Neederlandês: Naar het einde toe (Até o final)
- Mandarim: 从 冰箱 里 (cóng bīngxīang lǐ, De dentro do refrigerador)
- Francês: À un détail près (Exceto por um detalhe)
- Alemão (exemplo 1): Um Himmels willen (Pelo amor de Deus)
- Alemão (exemplo 2): Von diesem Zeitpunkt an (A partir deste momento)
- Alemão (exemplo 3): Von Amts wegen (Ex-ofício)
- Alemão (exemplo 4): Versicherung an Eides statt; Annahme an Kindes statt (Seguros de juramento, a adopção de uma criança.)